# Котвич Владислав Людвигович
Владислав Людвігавіч Котвич (20 березня 1872, с. Осове, зараз Лідський район — 3 жовтня 1944) — філолог-сходознавець.
Навчався в університеті в Санкт-Петербурзі. З 1895 по 1917 поєднував наукову роботу з адміністративною. Брав участь в експедиціях в Калмикії і Монголії. Склав граматику калмицькай мови (1915).
Ректор Петроградського інституту східних мов (1920-22).
У 1924 перебрався до Львова і прийняв керівництво кафедрою Львівського університету.
Академік Польської Академії Наук (1927).